# Huile de rose musquée
Pour les articles homonymes, voir Huile de rose.
L'huile de rose musquée est une huile végétale, riche en acides gras essentiels, extraite des fruits (ou akènes) du rosier rubigineux (Rosa rubiginosa L.), très utilisée en cosmétique, elle est conseillée pour les peaux matures ou tachetées.
Ce rosier a été importé en Amérique depuis l'Europe, et est cultivé en particulier au Chili et en Argentine où il s'est naturalisé au point de devenir une plante envahissante. Il y est appelé rosa mosqueta, mais ne doit pas être confondu avec l'espèce Rosa moschata J.Herrm., qui est le véritable rosier musqué, originaire d'Asie.